# Catena Arena
 (août 2024).
Si vous disposez d'ouvrages ou d'articles de référence ou si vous connaissez des sites web de qualité traitant du thème abordé ici, merci de compléter l'article en donnant les références utiles à sa vérifiabilité et en les liant à la section « Notes et références ».
La Catena Arena, auparavant Lindab Arena, est une patinoire d'Ängelholm en Suède. Elle a été construite en 2008.
Elle accueille notamment l'équipe de hockey sur glace du Rögle BK de l'Elitserien.
La patinoire a une capacité de 5 150 spectateurs.